# Ҍ

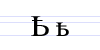
Letra cirílica Ҍ en la fuente TITUS Cyberbit

El signo semisuave (Ҍ ҍ; cursiva: Ҍ ҍ) es una letra del alfabeto cirílico y se usa en el 
El signo semisuave se utiliza en el alfabeto Sami kildin y en el ruso antiguo

En el sami kildin indica palatalización (a veces también llamada "media palatalización") de la parada anterior, /nj/, /tj/, o /dj/.

La letra común es igual que yat (ѣ) con la diferencia que el trazo es más pequeño.

## Códigos de computación
| Carácter      | Ҍ                                  | Ҍ                                  | ҍ                                  | ҍ                                  |
| ------------- | ---------------------------------- | ---------------------------------- | ---------------------------------- | ---------------------------------- |
| Unicode       | LETRA MAYÚSCULA CIRÍLICA SEMISUAVE | LETRA MAYÚSCULA CIRÍLICA SEMISUAVE | LETRA MINÚSCULA CIRÍLICA SEMISUAVE | LETRA MINÚSCULA CIRÍLICA SEMISUAVE |
| Codificación  | decimal                            | hex                                | decimal                            | hex                                |
| Unicode       | 1164                               | U+048C                             | 1165                               | U+048D                             |
| UTF-8         | 210 140                            | D2 8C                              | 210 141                            | D2 8D                              |
| Ref. numérica | &#1164;                            | &#x48C;                            | &#1165;                            | &#x48D;                            |